# Miniature (Gianni Nocenzi)
Miniature è un album del 2016 di Gianni Nocenzi.

## Descrizione
L'album è stato registrato il 2-3 febbraio 2016 presso il Forward Studios di Grottaferrata. La musica è stata composta da Gianni Nocenzi ed eseguita al pianoforte dallo stesso. L'album è stato registrato ad alta risoluzione a 24 bit e 96 kHz, disponendo i microfoni sopra la testa in modo da far percepire il suono del pianoforte dalla stessa posizione dell'esecutore.

## Formazione
- Musica: Gianni Nocenzi
- Pianoforte: Gianni Nocenzi
- Assistenza musicale: Cosmo Nocenzi
- Sound design: Gianni Nocenzi, Luciano Torani
- Registrazioni: Carmine Simeone, Stefano Quarta
- Assistenza: Francesco Putortì
- Mastering: Carmine Simeone
- Coordinamento registrazione e mastering: Marcello Spiridioni
- Produzione esecutiva: Carlo Zaratti
- Cover design, art direction: Giuseppe Spada
- Foto: Andrea Basile andreabasilestudio.it
- Video: Carmine Pagano, Paolo Santinelli, Luciano Valletta
- Prodotto da: Luigi Mantovani per gmebooks
- Tecnologie: pianoforte: Steinway & Sons Gran Coda D274, preamplificazione Arrel Audio CL-125/4, microfoni SPL Atmos 5.1 System, convertitori = DAD AX32 (courtesy Te.De.S srl - Milano)

## Tracce
1. Cammino di pietra – 5:19
2. Terra nova – 6:49
3. Ritorni – 7:42
4. Farfalle – 5:34
5. Engelhart – 5:52
6. Ninnananna di Cosmo – 6:29